# Lindsaea botrychioides
Lindsaea botrychioides là một loài thực vật có mạch trong họ Dennstaedtiaceae. Loài này được A. St.-Hil. miêu tả khoa học đầu tiên năm 1833.